# Савельєв Дмитро Сергійович
Дмитро Сергійович Савельєв (рос. Дмитрий Сергеевич Савельев; 26 травня 1984, м. Воскресенськ, СРСР) — російський хокеїст, нападник.
Вихованець хокейної школи «Хімік» (Воскресенськ). Виступав за: «Хімік» (Воскресенськ), «Кристал» (Електросталь), «Южний Урал» (Орськ), ХК «Рязань», ХК «Владимир», ХК «Брянськ».